# Torontos tunnelbana

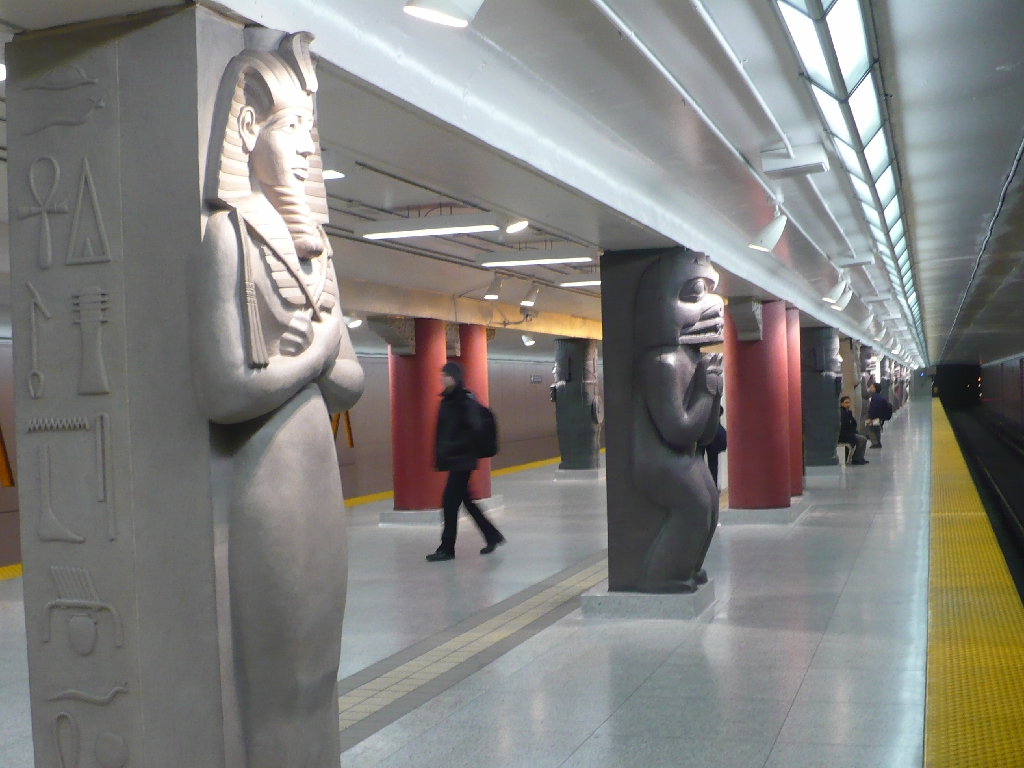
Utsmyckning på stationen Museum som ligger i anslutning till Royal Ontario Museum.

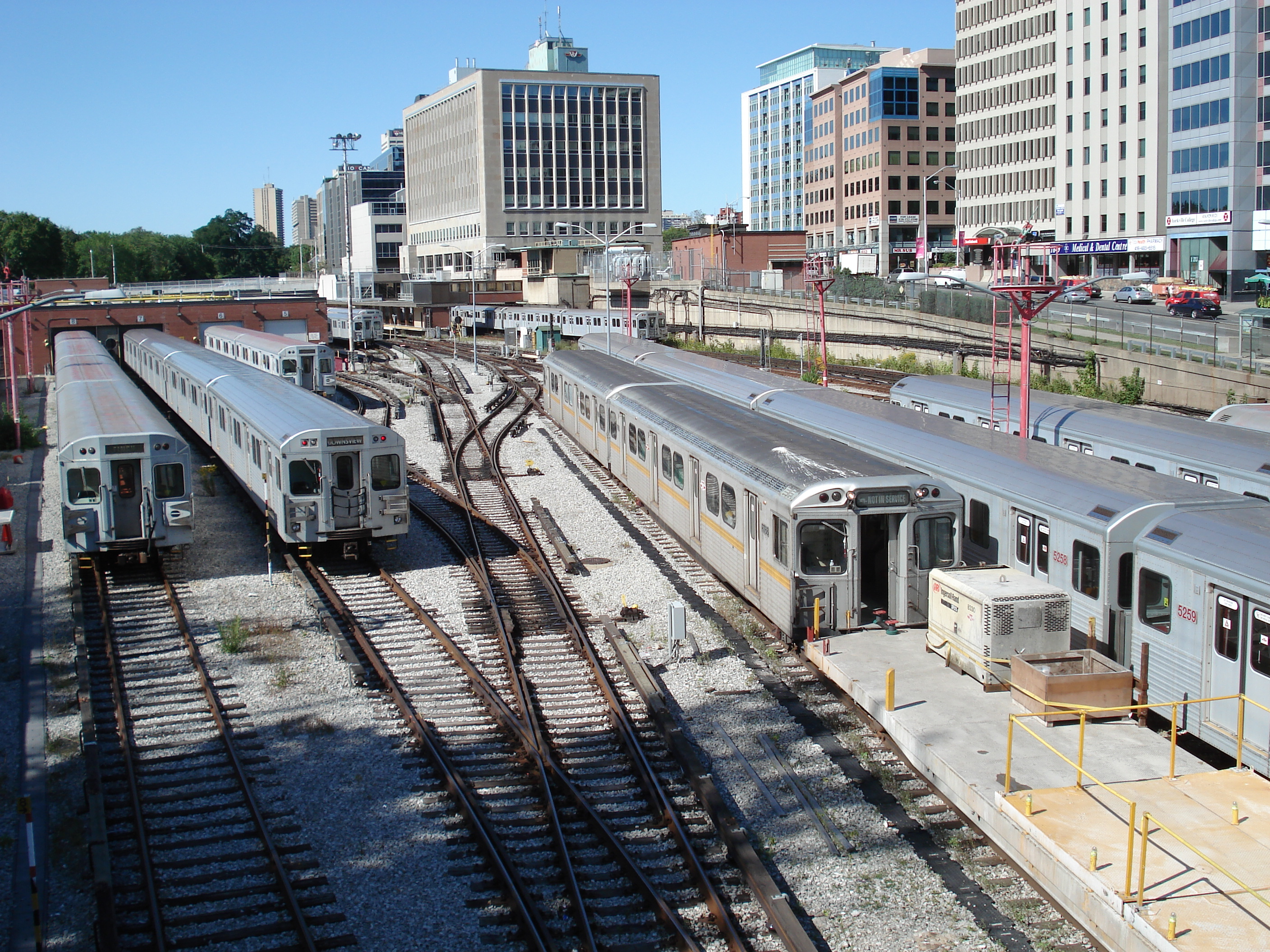
Tunnelbanevagnar uppställda i Davisville Yard.

Torontos tunnelbana (engelska Toronto Subway and RT) sköts av det stadsägda förvaltningen TTC (Toronto Transit Commission). 
Sedan den ursprungliga sträckningen längs Yonge Street öppnade 1954, har nätverket expanderat och blivit Kanadas längsta tunnelbanesystem. I dagsläget finns fyra linjer och en av linjerna, Line 3 Scarboroughlinjen (tidigare kallad Scarborough RT), är en förarlös bana som liknar Vancouver SkyTrain och Detroit People Mover.
Antalet stationer är 75 och spårlängden 76,9 km. Tunnelbanan var 2010 den näst största tunnelbanan (efter Montréals) i Kanada, räknat i antal dagliga passagerare.

## Linjenät
| Linje                                    | Sträcka                              | Öppnad | Längd   |
| ---------------------------------------- | ------------------------------------ | ------ | ------- |
| 1 (Yonge-University-Spadina Subway Line) | Vaughan Metro Centre – Union – Finch | 1954   | 38,8 km |
| 2 (Bloor-Danforth Subway Line)           | Kipling - Kennedy                    | 1966   | 27,5 km |
| 3 (Scarborough RT)                       | Kennedy - McCowan                    | 1985   | 6,4 km  |
| 4 (Sheppard Subway)                      | Sheppard/Yonge - Don Mills           | 2002   | 6,4 km  |